# Ragnarök (TV-serie)
Ragnarök är en norskspråkig fantasy-dramaserie som är inspirerad av nordisk mytologi, och hade premiär på Netflix den 31 januari 2020. Det är den tredje norskspråkiga TV-serien på Netflix följt av Home for Christmas och Lilyhammer. Serien produceras av det danska produktionsföretaget SAM Productions. Serien sändes i tre säsonger till och med 2023.

## Handling
Serien äger rum i den fiktiva norska staden Edda i Hordaland, Vestlandet, som drabbas av klimatförändringar och industriella föroreningar som orsakas av fabriken Jutul Industries A/S som ägs av familjen Jutul. Jutul Industries A/S är det femte största företaget i Norge. Familjen Jutul är jättar som har levt i Edda sedan begynnelsen.  Familjen Jutul utmanas av Magne, en tonårspojke som får lära sig att han är förkroppsligandet av guden Tor och får snabbt lära sig att han är den enda som kan rädda världen mot jättarna.

## Rollista i urval

### Huvudroller
- David Stakston som Magne Seier
- Jonas Strand Gravli som Laurits Seier
- Herman Tømmeraas som Fjor
- Theresa Frostad Eggesbø som Saxa
- Emma Bones som Gry
- Henriette Steenstrup som Turid Seier
- Synnøve Macody Lund som Ran
- Gísli Örn Garðarsson som Vidar

### Biroller
- Danu Sunth som Iman Reza
- Ylva Bjørkås Thedin som Isolde Eidsvoll
- Odd-Magnus Williamson som Erik Eidsvoll
- Bjørn Sundquist som Wotan Wagner
- Eli Anne Linnestad som Wenche
- Tani Dibasey som Oscar Bjørnholt
- Iselin Shumba Skjævesland som Yngvild Bjørnholt
- Billie Barker som Signy Marie Kjærstad
- Benjamin Helstad som Harry Kristersen
- Vebjørn Enger som Jens
- Ruben Rosbach som Kiwi
- Espen Sigurdsen som Halvor Lange
- Ida Nilsen som Nora Crawford Bratt

## Avsnitt
| Serier | Serier | Avsnitt | Släppt          |
| ------ | ------ | ------- | --------------- |
|        | 1      | 6       | 31 januari 2020 |
|        | 2      | 6       | 27 maj 2021     |
|        | 3      | 6       | 25 augusti 2023 |

### Säsong 1
| Nr generellt | Nr i säsongen | Titel                        | Regissör        | Skriven av                             | Premiär         |
| ------------ | ------------- | ---------------------------- | --------------- | -------------------------------------- | --------------- |
| 1            | 1             | "Ny kille"                   | Mogens Hagedorn | Adam Price                             | 31 januari 2020 |
| 2            | 2             | "541 meter"                  | Mogens Hagedorn | Simen Alsvik                           | 31 januari 2020 |
| 3            | 3             | "Jutulheim"                  | Mogens Hagedorn | Marietta von Hausswolff von Baumgarten | 31 januari 2020 |
| 4            | 4             | "Ginnungagap"                | Jannik Johansen | Christian Gamst Miller-Harris          | 31 januari 2020 |
| 5            | 5             | "Atomnummer 48"              | Jannik Johansen | Christian Gamst Miller-Harris          | 31 januari 2020 |
| 6            | 6             | "Ja, vi älskar detta landet" | Jannik Johansen | Jacob Katz Hansen                      | 31 januari 2020 |

### Säsong 2
| Nr generellt | Nr i säsongen | Titel                                   | Regissör            | Skriven av                      | Premiär     |
| ------------ | ------------- | --------------------------------------- | ------------------- | ------------------------------- | ----------- |
| 7            | 1             | "Vapenbröder"                           | Mogens Hagedorn     | Adam Price & Emilie Lebech Kaae | 27 maj 2021 |
| 8            | 2             | "Vad hände med den snälla gamla damen?" | Mogens Hagedorn     | Adam Price & Emilie Lebech Kaae | 27 maj 2021 |
| 9            | 3             | "Power to the People"                   | Mogens Hagedorn     | Adam Price & Emilie Lebech Kaae | 27 maj 2021 |
| 10           | 4             | "Gud är Gud, om alla män vore döda"     | Mogens Hagedorn     | Adam Price & Emilie Lebech Kaae | 27 maj 2021 |
| 11           | 5             | "Känn dig själv"                        | Mogens Hagedorn     | Adam Price & Emilie Lebech Kaae | 27 maj 2021 |
| 12           | 6             | "All You Need Is Love"                  | Mads Kamp Thulstrup | Adam Price & Emilie Lebech Kaae | 27 maj 2021 |

### Säsong 3
| Nr generellt | Nr i säsongen | Titel                        | Regissör            | Skriven av                      | Premiär         |
| ------------ | ------------- | ---------------------------- | ------------------- | ------------------------------- | --------------- |
| 13           | 1             | "Kriget är slut"             | Mogens Hagedorn     | Adam Price & Emilie Lebech Kaae | 24 augusti 2023 |
| 14           | 2             | "Tills döden skiljer oss åt" | Mogens Hagedorn     | Adam Price & Emilie Lebech Kaae | 24 augusti 2023 |
| 15           | 3             | "Losing My Religion"         | Mogens Hagedorn     | Adam Price & Emilie Lebech Kaae | 24 augusti 2023 |
| 16           | 4             | "Min skatt, min älskade"     | Mogens Hagedorn     | Adam Price & Emilie Lebech Kaae | 24 augusti 2023 |
| 17           | 5             | "Farväl till vapnen"         | Mogens Hagedorn     | Adam Price & Emilie Lebech Kaae | 24 augusti 2023 |
| 18           | 6             | "Ragnarök"                   | Mads Kamp Thulstrup | Adam Price & Emilie Lebech Kaae | 24 augusti 2023 |